# Stolnica svetega Patrika, Dublin
Stolnica svetega Patrika (irsko Ard-Eaglais Naomh Pádraig) v Dublinu na Irskem je bila ustanovljena leta 1191 in je narodna stolnica Irske cerkve. S svojim 43-metrskim stolpom je najvišja in največja cerkev na Irskem . Kristusova cerkev ali stolnica Irske cerkve v Dublinu je lokalna stolnica škofije Dublin in Glendalough. 

## Ozadje
Stolnica svetega Patrika ni sedež škofa, saj ima dublinski nadškof sedež v Kristusovi cerkvi. Od leta 1870 je Irska cerkev imela cerkev svetega Patrika za stolnico vse Irske, katere člani so kapitlji iz vseh 12 škofij Irske cerkve. Dekan je ordinarij za stolnico, ki obstaja že od leta 1219. Najbolj znan dekan je bil Jonathan Swift.

### Pravni položaj
Ni običajno, da sta dve stolnici v mestu. Nekateri verjamejo, da so hoteli, da bi bila cerkev svetega Patrika posvetna stolnica (škofijski duhovniki, ki niso člani verskih redov), ki bi nadomestila Kristusovo cerkev, stolnico, ki jo upravlja red. 
V desetletjih po ustanovitvi svetega Patrika so bili pogosti spori z veliko napetosti, ki so jih na koncu bolj ali manj rešili s podpisom sporazuma Pacis Compositio leta 1300 v šestih točkah. Še vedno velja od leta 1870 ter določa, da:
- posvetitev in ustoličenje dublinskega nadškofa poteka v Kristusovi cerkvi; zapisi kažejo, da tej določbi niso vedno sledili, mnogo nadškofov so ustoličili v obeh in vsaj dva le v svetem Patriku;
- Kristusova cerkev ima uradno prednost kot starejša stolnica škofije;
- Kristusova cerkev je ohranila križ, mitro in prstan vsakega pokojnega nadškofa Dublina;
- umrli nadškofi so bili izmenično pokopani v obeh stolnicah, razen če niso želeli drugače;
- letna blagoslovitev svetega olja za škofijo je bila v Kristusovi cerkvi;
- stolnici delujeta kot ena in si enakopravno delita svoje svoboščine.

V naslednjih stoletjih sta stolnici delovali skupaj v škofiji do obdobja ukinitve cerkve na Irskem in sedanjega imenovanja ene kot stolnice v Dublinu in Glendaloughu in ene kot narodne stolnice.

## Zgodovina

### Obdobje pred reformacijo
Leta 1192 je John Comyn, prvi anglo-normanski nadškof v Dublinu, povišal eno od štirih dublinskih keltskih župnijskih cerkva, jo posvetil svetemu Patriku, ob svetem vodnjaku z istim imenom in na otoku med obema krakoma reke Poddle, v status kolegijske cerkve, cerkev z duhovščino, ki je namenjena bogoslužju in učenju. Nova kolegijska cerkev je bila zunaj meja mesta in ta poteza je ustvarila dve novi mestni ozemlji, eno pod pristojnostjo nadškofa. Cerkev je bila posvečena »Bogu, naši blaženi Mariji in svetemu Patriku« 17. marca 1191 .
Listina iz leta 1191 ali 1192 je določala kapitelj trinajstih kanonikov, od katerih imajo trije poseben položaj (kancler, predpevec in zakladnik). Potrjena je bila s papeško bulo papeža Celestina III. v istem letu. V trinajstih prebendah, povezanih s cerkvijo, so predvideli nadškofijska zemljišča.
Sčasoma je okoli stolnice zrasel celoten kompleks stavb, tudi nadškofijska palača, pravna pristojnost pa je bila razdeljena med dekana in nadškofa okoli stolnice, večji del je pripadal nadškofu.
Čeprav ni jasno, kdaj natančno je bila cerkev povzdignjena v status stolnice, kar je bilo nekaj posebnega v mestu z obstoječo stolnico, je to bilo verjetno po letu 1192. Za nadškofa je bil  leta  1212 izvoljen Henry de Loundres, izvolila sta ga kapitlja Kristusove cerkve in svetega Patrika, kar je priznal papež Inocenc III. Henry je dodelil številne dodatne listine stolnici in kapitlju med letoma 1218 in 1220 in ena od teh iz leta 1220 je ustvarila vlogo dekana stolnice , pravica do volitev pa je bila dodeljena le kanonikom kapitlja.
Osnova sedanje stavbe je bila zgrajena med letoma 1191 in 1270, čeprav je zdaj ostal le manjši del, ki pripada krstilnici. Veliko dela je nadzoroval de Loundres, prijatelj angleškega kralja in podpisnik Velike listine svoboščin (Magna Carta), ki je sodeloval pri gradnji mestnega obzidja v Dublinu in Dublinskega gradu.
Naročilo kralja Henrika III. leta 1225 je omogočilo zbiranje donacij na otoku v obdobju štirih let. Dela v zgodnjem angleškem gotskem slogu so trajala vsaj do leta 1254. Marijina kapela je bila dodana okoli leta 1270. 
Leta 1300 je dublinski nadškof Ferings uredil dogovor med stolnicama – Pacis Compositio. Priznal je obe stolnici in dosegel nekaj določb o njunem skupnem delovanju. 
Leta 1311 je bila v Dublinu ustanovljena srednjeveška univerza, k čemur so pripomogli William de Rodyard, dekan svetega Patrika, prvi kancler in kanoniki kot njeni člani. Ni bila uspešna, med reformo je bila celo zatirana.
Od sredine 14. stoletja in več kot 500 let je bil severni transept stavbe uporabljen kot župnijska cerkev svetega Nikolaja zunaj mesta (tj. del župnije svetega Nikolaja zunaj mesta).
Stolp (Minotov stolp) in zahodna ladja sta bila po požaru obnovljena med letoma 1362 in 1370. Ime se nanaša na Thomasa Minota, nadškofa iz Dublina 1363−75, ki je nadzoroval obnovo.
Že v najzgodnejših letih so se pojavile težave s pronicanjem vode, številnimi poplavami, še posebej v poznejših letih 18. stoletja, ki so jih povzročale veje reke Poddle, tudi v 20. stoletju so poročali, da je bila voda 2,3 m nad tlemi.

### Obdobje reformacije
Po angleški reformaciji (dogodki med letoma 1536 in 1564, v svetem Patriku od okoli 1537) je sveti Patrik postal cerkev anglikanske cerkve na Irskem, ki ji je sledila večina Dublinčanov. V 1530-ih so nekatere podobe v stolnici uničili vojaki pod Thomasom Cromwellom in zanemarjanje je povzročilo, da je leta 1544 propadla ladja. Zelo prilagodljiv slog nadškofa Dublina Hugha Curwena je poučen; bil je privrženec prve Henrikove neluteranske cerkve v 1530-ih, potem Edvarda VI. oziroma njegovega protestantizma okoli 1550, nato je bil imenovan za nadškofa, ko je vladala kraljica Marija. Ko je postala rimskokatoliška cerkev leta 1555, je bil še vedno nadškof, ki je leta 1559 uporabljal anglikanski obred pod kraljico Elizabeto I. do leta 1567.
Pod Edvardom VI. je bila stolnica svetega Patrika uradno zatrta, stavba pa je postala župnijska cerkev. 25. aprila 1547 je bil upokojen dekan Edward Basnet, kasneje še kancler Alien in precentor Humphrey. Srebro, dragulji in okraski so bili preneseni na dekana in kapitelj Kristusove cerkve. Kralj je določil del stavbe za sodišče, stolnična gimnazija pa je bila ustanovljena v dvorani takratnega vikarja. Leta 1549 so zidove prebarvali in napisali odlomke iz svetih spisov.
Leta 1555 sta kraljica Marija in kralj Filip II. obnovila privilegije stolnice in kasneje oblast kraljice Marije. 27. aprila 1558 je Thomas De Leverous postal nov dekan. Kapitelj svetega Patrika s predmeti, ki so pripadali stolnici in so bili v lasti dekana in kapitlja Kristusove cerkve, so bili vrnjeni. Med to vladavino so zadnjič praznovali praznik Blažene Device Marije (leta 1558).
Po izselitvi katoliškega kapitlja kanonikov leta 1559 se je katoliška skupnost nadaljevala vsaj do 1560,1570 in imenovala kanonike in glavne dostojanstvenike svetega Patrika.
Leta 1560 je bila ena prvih javnih ur v Dublinu postavljena v stolp svetega Patrika.

### 17. stoletje
Do začetka 17. stoletja naj bi bila Marijina kapela v ruševinah in lok na vzhodnem koncu kora zaprt z lesom in ometano pregradno steno. Po več zaporednih poplavah je bila dodana vrsta galerij za velike skupnosti. Leta 1620 se je v Angliji rojen sodnik Luke Gernon skliceval na slabo stanje stolnice. 
Ko je bil Oliver Cromwell med osvajanjem Irske v Dublinu, je bila v ladji konjušnica. Njegovo  nespoštovanje anglikanske religije je bilo povezano z rimskim katolicizmom in političnim rojalizmom.
Po obnovitvi monarhije leta 1660 so začeli popravljati stavbo.
Leta 1666 je stolni kapitelj daroval Marijino kapelo v uporabo frankofonskim hugenotom, ki so pobegnili na Irsko in po nekaj popravilih je postala znana kot L'Eglise Française de St Patrick. Najem, ki je bil podpisan 23. decembra 1665, so obnavljali, dokler niso leta 1816 posebne storitve prenehale, do takrat pa so bili hugenoti v celoti izenačeni z mestnim prebivalstvom.
Leta 1668 je bila streha v nevarnosti, da se poruši. Do leta 1671 so jo zamenjali z novo. Zgrajeni so bili oporniki in zahodno okno, ki je nadomestilo perpendikularno okno. V 1680-ih letih je bil preoblikovan kor. Med letoma 1688−90 so se med Viljemovo vojno na Irskem Jakob II. in njegovi katoliki na kratko vrnili v svetega Patrika. Jakob se je v stolnici udeležil maše s svojimi podporniki. Zmaga protestantov, privržencev Viljema, v vojni je pomenila obnovo stolnice v anglikansko leta 1690, ko je Jakob II. zapustil Dublin po porazu v bitki pri reki Boyne.

### 18. stoletje
V vsej dolgi zgodovini je stolnica igrala veliko vlogo v življenju Ircev in en ključni vidik tega se nanaša na pisatelja in satirika  Jonathana Swifta, avtorja Guliverjevih potovanj, ki je bil dekan stolnice od 1713 do 1745. Veliko njegovih znanih pridig in Irske razprave (kot so Drapier's Letters) so nastale, ko je bil dekan. 
Njegov grob in epitaf je mogoče videti v stolnici. Swift se je zelo zanimal za stavbo, njene dejavnosti in glasbo ter socialno pomoč s financiranjem ubožnice za revne ženske in bolnišnico svetega Patrika.
Zborovska šola, ki je bila ustanovljena leta 1432, je mnogim njenim članom omogočila sodelovanje pri prvi izvedbi Händlovega dela Mesija leta 1742.
Leta 1749 je George Semple dogradil stolp, ki ostaja ena od znamenitosti Dublina.
Leta 1792 je bilo bogoslužje začasno prekinjeno zaradi slabega stanja južne stene.

#### Viteška kapela
Od leta 1783 do 1871 so stolnico uporabljali kot kapelo najstarejšega reda svetega Patrika, katerega člani so bili vitezi svetega Patrika. Z ukinitvijo Irske cerkve leta 1871 se je slovesnost umestitve preselila na dvorišče svetega Patrika v Dublinski grad. Heraldični prapori vitezov iz časa sprememb še danes visijo nad kornimi klopmi. 
Pariško-malteški viteški red svetega Lazarja (statut 1910); v stolnici je Dunsanyjeva kapela, duhovni dom reda na Irskem. Okrasje kapele je posvečeno Randallu Plunkettu, 19. lordu Dunsanyju, ki je leta 1962 ustanovil red na Irskem. Stolnico je cerkveni poveljnik reda uporabljal za investiturne svečanosti.

### 19. stoletje
Do leta 1805 je bil severni transept v ruševinah, južni pa v slabem stanju. Nujno delo na strehi ladje so opravili s pomočjo odra. 
Leta 1846 je bil dekan svetega Patrika obenem dekan Kristusove cerkve, kar je trajalo do leta 1872.
Poskus velike obnove se je začel pod vodstvom dekana Pakenhama (dekan med letoma 1843 in 1864), omejen zaradi slabih gospodarskih razmer. Obnovljena je bila Marijina kapela, tla so bila znižana na izvirno raven, opravljena so bila tudi nekatera druga nujna dela.
Sredi 19. stoletja je bil v bližini stolnice najden zakopan keltski križ. Bil je ohranjen, morda je označeval nekdanji sveti izvir.
Glavna rekonstrukcija, ki jo je plačal Benjamin Guinness v letih 1860 in 1865, ker se je bal, da stolnica razpada, pomeni, da je velik del sedanje stavbe iz viktorijanske dobe. Srednjeveške stavbe so bile odstranjene, danes je še nekaj ohranjenih zapisov o delu.
Čeprav je obnova omogočila preživetje stolnice, neuspeh pri ohranjanju evidenc o obnovah pomeni, da je malo resnično srednjeveškega in mnogo več viktorijanskega. Kip Benjamina, delo J. H. Foleyja, je zunaj južnih vrat. Njegov sin Arthur (tudi pivovar) je bil deležen šaljive, a nežne kritike, ko je podaril vitražno okno Rebeka pri izviru; njegov moto je bil: »Sem žejen in daj mi piti.« Leta 1901 je njegov sin Edward iz dotrajanih hiš uredil sosednji park svetega Patrika in stolnici podaril nove zvonove.
Druga velika sprememba je bila leta 1871, ko je Irska cerkev, nova neodvisna cerkev, na svoji sinodi končno rešila vprašanje dveh stolnic: tako je Kristusova cerkev edina in nesporna stolnica dublinske škofije in sveti Patrik narodna stolnica.

## Danes
V stolnici so številne javne državne slovesnosti. Proslava ob irskem prazniku Dan spominov (Remembrance Day), ki jo prireja Kraljeva britanska legija in se je udeleži predsednik Irske, je vsako leto novembra. Božični prazniki, ki se decembra praznujejo dvakrat, tudi vsakega 24. decembra, so barvita značilnost dublinskega življenja.
Ob jesenskih sobotah je v stolnici 12 slovesnosti, na katerih novi diplomanti Dublinskega inštituta za tehnologijo prejmejo diplome.
Pogrebne slovesnosti dveh irskih predsednikov, Douglasa Hyda in Erskina Hamiltona Childersa, so bile leta 1949  in 1974. Na pogrebu predsednika Hyda, ki sta ga spremljali celotna irska vlada in opozicija, sta Noel Browne in Erskine Childers ostala v preddverju cerkve, ker je Sveti sedež med pogrebom prepovedal katolikom vstop v cerkev drugih krščanskih ver. Ker je predsednik Erskine Childers umrl v pisarni leta 1974, je bil njegov državni pogreb velika priložnost. Udeležili so se ga tuji dostojanstveniki, belgijski kralj Baudouin, podpredsednik Združenih držav Amerike (Spiro T. Agnew v imenu predsednika Nixona), grof Mountbatten Burmanski (v imenu kraljice Elizabete), britanski premier Harold Wilson in nekdanji britanski premier Edward Heath.
Leta 2006 je stolnico za nekaj dni zasedla skupina 18 afganistanskih priseljencev, ki so prosili za azil, a so jo zapustili brez težav.

## Pomembni dogodki
Stolnica, ki na splošno ne dobi državnega denarja, sprejme vse, v kapelo tiste, ki pridejo molit, za majhno plačilo tiste, ki si jo želijo ogledati.  Na spletni strani, ki deluje od leta 2006, piše, da je bilo letno okoli 300.000 obiskovalcev.
Po legendi je Gerald Mór FitzGerald, 8. kildarski grof, naredil luknjo na vratih, skozi katero je potisnil roko, da bi se rokoval v imenu sprave in premirja v sporu z Butlerjem-FitzGeraldom (Jamesom, ormondskim grofom) leta 1492.
Zunaj stolnice so se enote garnizona kralja Jakoba po velikonočnem uporu sestale v Richmodovi vojašnici, kjer so bili vodja Thomas MacDonagh in njegova podčastnika John MacBride in Michael O'Hanrahan obsojeni na smrt, preselili so jih v zapor Kilmainham Gaol, kjer so jih ustrelili.

### Orgle
Orgle so ene največjih na Irskem z več kot 4000 cevmi. Nekateri njeni deli so iz leta 1695, delo Renatusa Harrisa, enega največjih izdelovalcev orgel . Orgle so leta 1890 obnovili Henry Willis in sin po posvetu s sirom Georgeem Martinom. Leta 1963 so jih obnovili J. W. Walker & Sons Ltd.